# Аниций Паулин
Аниций Паулин (лат. Anicius Paulinus) — римский политический деятель конца IV века.

## Биография
Отцом Паулина был консул 325 года Секст Аниций Фауст Паулин. В 378/379 году Паулин был назначен первым проконсулом Кампании (до него Кампанией проконсулы не управляли). Спустя год он становится префектом Рима. Известно, что Паулин был патроном Капуи. В 395/6 году был посланником сената. Больше об этой личности ничего неизвестно. 